# Muchas Gracias: The Best of Kyuss
Muchas Gracias: The Best of Kyuss es un álbum recopilatorio de la banda de stoner rock estadounidense Kyuss, publicado en el año 2000 por Elektra Records. Contiene en su mayoría lados B y solamente cinco canciones de los cuatro álbumes de estudio de la banda. Las últimas cuatro canciones son grabaciones en vivo de una presentación de la banda en 1994.

## Lista de canciones
Créditos adaptados de las notas del álbum.

| N.º | Título                                                                | Duración |  |
| 1.  | «Un Sandpiper» (del sencillo "Gardenia", 1995)                        | 8:16     |  |
| 2.  | «Shine» (de un sencillo split con la banda Wool, 1996)                | 5:55     |  |
| 3.  | «50 Million Year Trip (Downside Up)» (de Blues for the Red Sun, 1992) | 5:45     |  |
| 4.  | «Mudfly» (del sencillo "One Inch Man", 1995)                          | 2:26     |  |
| 5.  | «Demon Cleaner» (de Welcome to Sky Valley, 1994)                      | 5:20     |  |
| 6.  | «A Day Early and a Dollar Extra» (del sencillo "One Inch Man", 1995)  | 2:17     |  |
| 7.  | «I'm Not» (de Wretch, 1991)                                           | 4:30     |  |
| 8.  | «Hurricane» (de ...And the Circus Leaves Town, 1995)                  | 2:42     |  |
| 9.  | «Flip the Phase» (del sencillo "One Inch Man", 1995)                  | 2:16     |  |
| 10. | «Fatso Forgotso» (del sencillo "Into the Void", 1996)                 | 8:34     |  |
| 11. | «El Rodeo» (de ...And the Circus Leaves Town, 1995)                   | 5:36     |  |
| 12. | «Gardenia» (de Live at the Marquee Club, 1994)                        | 6:46     |  |
| 13. | «Thumb» (de Live at the Marquee Club, 1994)                           | 4:38     |  |
| 14. | «Conan Troutman» (de Live at the Marquee Club, 1994)                  | 2:18     |  |
| 15. | «Freedom Run» (de Live at the Marquee Club, 1994)                     | 7:54     |  |

## Créditos
- John Garcia – voz, productor
- Josh Homme – guitarra, productor
- Scott Reeder – bajo en las canciones 1, 2, 4–6 y 8–15; productor
- Nick Oliveri – bajo en las canciones 3 y 7; productor
- Alfredo Hernández – batería en las canciones 1, 2, 4, 6 y 8–15; productor
- Brant Bjork – batería en las canciones 3, 5 y 7; productor